# Campionat d'Irlanda de trial
El Campionat d'Irlanda de trial, regulat per la federació irlandesa de motociclisme, MCUI (Motor Cycle Union of Ireland), és la màxima competició de trial que es disputa a Irlanda.

## Llista de guanyadors
A 10 de desembre de 2024
| Temporada                          | Campió                       | Motocicleta     |
| ---------------------------------- | ---------------------------- | --------------- |
| 1931                               | Tommy Stewart                | Royal Enfield   |
| 1932                               | Harold McKee                 | ?               |
| 1933                               | Charles Duffin               | Matchless       |
| 1934                               | J. Millard                   | ?               |
| 1935                               | Graham Leask                 | Ariel           |
| 1936                               | Charlie Manders              | Triumph         |
| 1937                               | Aubrey Archer                | Ariel           |
| 1938                               | Aubrey Archer                | Ariel           |
| 1939                               | Aubrey Archer                | Ariel           |
| 1939 - 1945: Segona Guerra Mundial |                              |                 |
| 1947                               | Aubrey Archer                | Ariel           |
| 1948                               | Aubrey Archer                | Ariel           |
| 1949                               | Aubrey Archer                | Ariel           |
| 1950                               | Kevin Keegan                 | Norton          |
| 1951                               | Alfie Kirk                   | Norton          |
| 1952                               | Alfie Kirk                   | Norton          |
| 1953                               | Kevin Keegan                 | Norton          |
| 1954                               | Willie Hutton                | Francis Barnett |
| 1955                               | Sammy Miller                 | James/Ariel     |
| 1956                               | Sammy Miller                 | Ariel           |
| 1957                               | Sammy Miller                 | Ariel           |
| 1958                               | Benny Crawford               | Ariel           |
| 1959                               | Benny Crawford               | Ariel           |
| 1960                               | Benny Crawford               | Ariel           |
| 1961                               | Benny Crawford               | AJS             |
| 1962                               | Benny Crawford               | BSA             |
| 1963                               | Brian Lamb                   | Ariel           |
| 1964                               | Brian Lamb                   | Ariel           |
| 1965                               | Brian Lamb                   | Ariel           |
| 1966                               | Brian Lamb                   | Ariel           |
| 1967                               | Benny Crawford               | Bultaco         |
| 1968                               | Benny Crawford               | Bultaco         |
| 1969                               | Benny Crawford               | Bultaco         |
| 1970                               | Benny Crawford               | Bultaco         |
| 1971                               | Benny Crawford               | Bultaco         |
| 1972                               | Benny Crawford               | Bultaco         |
| 1973                               | Benny Crawford               | Bultaco         |
| 1974                               | Benny Crawford               | Bultaco         |
| 1975                               | Benny Crawford               | Bultaco         |
| 1976                               | Colin Bell                   | Bultaco         |
| 1977                               | Benny Crawford               | Bultaco         |
| 1978                               | Trevor Callaghan             | Montesa         |
| 1979                               | Colin Bell                   | Bultaco         |
| 1980                               | Colin Bell                   | Bultaco         |
| 1981                               | Derek Burton                 | Yamaha          |
| 1982                               | Derek Burton                 | Yamaha          |
| 1983                               | Harold Crawford              | Montesa         |
| 1984                               | Harold Crawford              | Yamaha          |
| 1986                               | Mark Harris                  | Yamaha          |
| 1987                               | Mark Harris                  | Yamaha          |
| 1988                               | Mark Harris                  | Yamaha          |
| 1989                               | Robert Crawford              | Beta            |
| 1990                               | Phillip Hanlon               | Yamaha          |
| 1991                               | Mark Harris                  | ?               |
| 1992                               | Ian Callaghan                | Yamaha          |
| 1993                               | Ian Callaghan                | Yamaha          |
| 1994                               | Mark Harris                  | ?               |
| 1995                               | Paul McLoughlin Andrew Perry | Yamaha · Beta   |
| 1996                               | Andrew Perry                 | Beta            |
| 1997                               | Andrew Perry                 | Beta            |
| 1998                               | Andrew Perry                 | Montesa         |
| 1999                               | Paul Mcloughlin              | Gas Gas         |
| 2000                               | Robert Crawford              | Beta            |
| 2001                               | Robert Crawford              | Beta            |
| 2002                               | Robert Crawford              | Beta            |
| 2003                               | Harold Mcquaid               | Sherco          |
| 2004                               | Robert Crawford              | Beta            |
| 2005                               | Andrew Perry                 | Gas Gas         |
| 2006                               | Michael Burton               | Gas Gas         |
| 2007                               | Michael Burton               | Gas Gas         |
| 2008                               | Michael Burton               | Gas Gas         |
| 2009                               | Seán Doyle                   | Gas Gas         |
| 2010                               | Michael Burton               | Beta            |
| 2011                               | Michael Burton               | ?               |
| 2012                               | Michael Burton               | Beta            |
| 2013                               | Michael Burton               | ?               |
| 2014                               | Ben Braithwaite              | ?               |
| 2015                               | Seán Doyle                   | Scorpa          |
| 2016                               | Seán Doyle                   | Scorpa          |
| 2017                               | Seán Doyle                   | Scorpa          |
| 2018                               | Seán Doyle                   | Scorpa          |
| 2019                               | Josh Hanlon                  | Beta            |
| 2020                               | Seán Doyle                   | Scorpa          |
| 2021                               | No disputat                  | No disputat     |
| 2022                               | Josh Hanlon                  | Beta            |
| 2023                               | Josh Hanlon                  | Beta            |
| 2024                               | Josh Hanlon                  | SJ              |

## Estadístiques

### Campions amb més de 3 títols
A 10 de desembre de 2024
| Pilot           | Títols |
| --------------- | ------ |
| Benny Crawford  | 15     |
| Aubrey Archer   | 6      |
| Michael Burton  | 7      |
| Robert Crawford | 5      |
| Seán Doyle      | 5      |
| Mark Harris     | 5      |
| Andrew Perry    | 5      |
| Brian Lamb      | 4      |
| Josh Hanlon     | 4      |